# Conrad Bote
Cord Bote (ou Conrad Bothe, latinisé Botho ; né avant 1475 à Wernigerode et mort vers 1501 à Brunswick) est un orfèvre, chroniqueur probable d'une chronique des princes saxons, parvenue sous le titre de  Cronecken der Sassen.

## Biographie
Bote est l'un des trois enfants de Cord Bote l'Ancien et de sa femme Jutte, propriétaires d'une maison à Wernigerode. Ses frères étaient Johann et Jakob Bote. Il semble avoir vécu de 1475 à 1501 à Brunswick, ville où il obtint le statut de bourgeois en 1485. Il passe pour l'auteur d'une chronique qui couvre l'histoire du Monde depuis sa création  jusqu'à l'année 1489. En raison des nombreuses miniatures et emblèmes qu'elle contient, on la désigne aussi comme la « Chronique enluminée de Basse-Saxe » ou Cronicon picturatum. Comme ce document ne porte aucune signature, on hésite à l'attribuer à Conrad Bothe ou à Hermann Bote, l'un de ses parents,. Cet ouvrage est considéré comme la source d'autres écrits, tels la Saxonia d’Albert Krantz, une Chronique de Hans Geismar de Goslar, la Sächsischen Chronica de Cyriacus Spangenberg. On en connaît une traduction en haut-allemand par le pasteur de Magdebourg Johannes Pomarius, ainsi qu'une édition insérée par Leibnitz dans ses Scriptores rerum Brunsvicensium,,.

## Éditions
- Cronecken der Sassen. Peter Schöffer, Mayence 1492. (en ligne sur Münchener Digitalisierungszentrum ou sur Herzog August Bibliothek Wolfenbüttel).
- Chronicon Brunsvicensium Picturatum ed. Gottfried Wilhelm Leibniz, in: Scriptores rerum Brunsvicensium vol. 3, pp. 277–423 (Modèle:ULBDD).

## Versions postérieures
- Albert Krantz, Saxonia. Cologne (1520), (OCLC 43090544).
- Conrad Botho, Johann Pomarius et Siegfried Saccus, Chronica der Sachsen und Nidersachsen von anbeginn der Welt bis anhero. … Bis auff diese zeit continuiret … Durch M. Johannem Pomarium … Mit einer Vorrede D. Sigfridi Sacci. Zacharias Krafft, Wittenberg 1588, (OCLC 795144163).
- Conrad Bote et Johann Baumgart, Chronica der Sachsen und Nidersachsen in welchem fleissig beschrieben wird, was sich von anbeginn der Welt bis anhero … zugetragen … mit …; Figuren gezieret … bis auff diese zeit Continuiret … verfasset und beschrieben. Johann Francken, Magdebourg 1589, (OCLC 724078878).
- Cyriacus Spangenberg, Sächsische Chronica. Francfort-sur-le-Main. 1585, (OCLC 165859580).